# Lars Roberg
Lars Roberg (24. ledna 1664, Stockholm – 21. května 1742, Uppsala) byl švédský lékař a vědecký pracovník, zakladatel univerzitní nemocnice v Uppsale, kreslíř a rytec mědirytin. Po čtyři po sobě jdoucí období byl také rektorem univerzity v Uppsale.

## Biografie
Lars Roberg byl synem dvorního lékárníka Daniela Roberga a Ingrid Meinichové. Nejprve studoval na univerzitě v Uppsale a poté získal doktorát z medicíny na univerzitě v Leidenu. Kolem roku 1690 se vrátil do Švédska, kde přednášel anatomii, získal uznání a v roce 1697 byl jmenován profesorem.
Mezi četné zásluhy Larse Roberga o vědu patřilo jednak založení polikliniky, jednak otevření lazaretu v Oxenstiernska huset v Riddartorgetu, který fungoval jako univerzitní klinika a byl nazýván Nosocomium academicum, kde ho vystřídal Nils Rosén von Rosenstein. Z této ošetřovny se později stala univerzitní nemocnice v Uppsale.
Lars Roberg patřil k učitelům a oblíbencům Carla Linného, neboť vlastnil rozsáhlou knihovnu. Jeho vědecké úspěchy se týkaly zoologie, botaniky a také humanitních oborů. Vytvořil také několik slavných dřevorytů pro Stříbrnou bibli (Codex argenteus). Portrét Larse Roberga namalovaný Castenem Rönnowem se dnes nachází na univerzitě v Uppsale.
Byl jedním z prvních členů Švédské královské akademie věd po jejím vzniku. Roberg začal kreslit již v mládí a dostával také soukromé lekce od některých umělců. Zanechal po sobě rozsáhlou produkci kreslených postaviček, krajinek a vědeckých ilustrací. Jeho kresba stříbrného dolu Sala v řezu je zařazena do třetího dílu Acta literaria Svecia, vydaného v roce 1720.